# 阮芳鴛
阮芳鴛（越南語：Nguyễn Phương Uyên，1992年10月12日－）是出生於越南社會主義共和國平順省的女性持不同政見者，就讀位於胡志明市的胡志明市食品工業大學，因為於2012年10月14日散發反對越南共產黨一黨專政的宣傳品，而被隆安省當局根據違反《越南社會主義共和國刑法》第88條逮捕。